# Congresso dei deputati del popolo della Russia
Il Congresso dei deputati del popolo della Russia (in russo Съезд народных депутатов России?, S"ezd narodnych deputatov Rossii) è stato l'organo superiore del potere statale nella RSFS Russa tra il 1990 e il 1991 e nella Federazione Russa dal 1991 al 1993.

## Storia e composizione
Il Congresso dei deputati del popolo della Russia fu istituito nell'ottobre 1989 con le modifiche alla Costituzione russa apportate dal Soviet Supremo della RSFS Russa a seguito di quelle precedentemente apportate alla Costituzione sovietica, che avevano istituito il Congresso dei deputati del popolo dell'URSS. Le elezioni si tennero il 4 marzo 1990. Il Congresso, con mandato quinquennale, era composto di 1068 seggi totali, 900 dei quali facenti riferimento a circoscrizioni territoriali e 168 a circoscrizioni nazionali-territoriali (quattro per ognuna delle sedici Repubbliche autonome, due per ognuna delle cinque Oblast' autonome, uno per ognuno dei dieci Circondari autonomi e 84 dai Territori, le Oblast' e le città di Mosca e Leningrado). Alle elezioni vennero assegnati 1059 seggi.
L'assemblea, che secondo la Costituzione era tenuta a insediarsi almeno annualmente, si riunì in totale dieci volte. La prima sessione si tenne dal 16 maggio 1990 per 38 giorni. Durante i lavori venne eletto il nuovo Soviet Supremo della RSFS Russa e il presidente di quest'ultimo organo: lo scontro politico per l'assegnazione di questo ruolo fu accesissimo e le prime due votazioni si conclusero in uno stallo tra Boris El'cin, leader della frazione Russia democratica e sostenitore della linea della sovranità della Russia, e Ivan Polozkov, candidato della componente comunista. Alla terza votazione, dopo il ritiro di Polozkov, El'cin prevalse con uno scarto minimo su Aleksandr Vlasov. Il 12 giugno 1990 l'assemblea approvò la dichiarazione di sovranità della Russia, che sanciva la preminenza delle leggi russe su quelle sovietiche. Tale decisione fu osteggiata dal Presidente sovietico Michail Gorbačëv, che intervenne al Congresso contro ogni sovranità russa.
La quarta sessione del Congresso, nel maggio 1991, stabilì l'indizione di elezioni per il ruolo di Presidente della RSFS Russa, che il 12 giugno successivo videro prevalere lo stesso El'cin.
L'organo fu rinominato Congresso dei deputati del popolo della Federazione Russa il 21 aprile 1992, quando fu ufficialmente modificato il nome dello stato.
Il 21 settembre 1993 fu soppresso per decreto del presidente El'cin, ma continuò a operare di fatto fino al 4 ottobre, quando la decisione presidenziale fu fatta rispettare con la forza con l'intervento dell'artiglieria.